# Décès en 1921
Décès
- 1917
- 1918
- 1919
- 1920
- 1921
- 1922
- 1923
- 1924
- 1925

Cet article présente une liste de personnalités mortes au cours de l'année 1921.

Les mois de l'année font également l'objet de listes spécifiques :

## Décès par mois

### Inconnu
- Georges Chicotot, peintre, médecin et radiologue français (° 31 janvier 1865).
- Abbott Handerson Thayer, peintre américain (° 12 août 1849).
- Ahmed el-Wafi, musicien et compositeur de malouf tunisien d'origine andalouse (° 1er janvier 1850).

### Janvier
- 2 janvier : Theobald von Bethmann Hollweg, chancelier allemand (° 29 novembre 1856).
- 6 janvier : Augusto Ciuffelli, homme politique italien (° 23 novembre 1856).
- 16 janvier : Delphine de Cool, peintre, enseignante et spécialiste de la peinture sur émail française (° 25 décembre 1830).
- 21 janvier : Arthur Lewis Sifton, premier ministre de l'Alberta (° 26 octobre 1858).
- 23 janvier :
  - Mykola Leontovych, compositeur et chef de chœur ukrainien (° 13 décembre 1877).
  - Betsy Repelius, peintre et aquarelliste néerlandaise (° 31 janvier 1848).
  - Władysław Żeleński, compositeur, pianiste et organiste polonais (° 6 juillet 1837).
- 30 janvier :
  - Lawrence John Cannon, avocat, fonctionnaire et juge canadien (° 18 novembre 1852).
  - Cornélis Liégeois, violoncelliste et compositeur belge (° 25 mars 1860).

### Février
- 1er février : Alfred Fock, compositeur français (° 1850).
- 2 février : Andrea Carlo Ferrari, cardinal italien, archevêque de Milan (° 13 août 1850).
- 3 février : Alfred Youl, homme politique britannique puis australien (° 23 août 1849).
- 4 février :
  - Eugène Burnand, peintre suisse (° 30 août 1850).
  - Xavier Mellery, peintre belge (° 9 août 1845).
- 7 février : Charles Allard, peintre et lithographe belge (° 6 avril 1860).
- 10 février : Jules Flour, peintre français, membre du Groupe des Treize (° 6 août 1864).
- 18 février :
  - Jules Gabriel Dubois-Menant, peintre, lithographe et photographe français (° 11 avril 1855).
  - Sophie Schaeppi, peintre suisse (° 21 juillet 1852).
- 24 février : Hashiguchi Goyō, peintre et graveur japonais (° 21 décembre 1880).

### Mars
- 8 mars : Julia Antonine Girardet, aquarelliste, romancière et compositrice de musique franco-suisse (° 20 septembre 1851).
- 17 mars : Marinus van der Maarel, peintre néerlandais (° 1er septembre 1857).
- 21 mars : Émile Isenbart, peintre français (° 3 mars 1846).
- 23 mars : Jean-Paul Laurens, sculpteur et peintre français (° 28 mars 1838).
- 24 mars : Déodat de Séverac, compositeur français (° 20 juillet 1872).
- 28 mars : Juan Ortega Rubio, historien espagnol (° 7 février 1845).

### Avril
- 7 avril : Victor de Mirecki, violoncelliste et professeur de musique espagnol d'origine franco-polonaise (° 21 juillet 1847).
- 22 avril : Vibeke Salicath, féministe danoise (° 1er août 1861).
- ? avril : Jean d'Espouy, peintre et aquarelliste français (° 30 novembre 1891).

### Mai
- 6 mai : Raoul Arus, peintre français (° 6 novembre 1846).
- 10 mai :
  - Piotr Tselebrovski, peintre de paysages, de personnages et de scènes historiques russe (° 18 juin 1859).
  - Ernest Wittmann, peintre, sculpteur et dessinateur français (° 25 septembre 1846).
- 23 mai :  Giuseppe Carelli, peintre italien (° 10 mars 1858).

### Juin
- 7 juin : Enrico Lionne, peintre et illustrateur italien (° 15 juillet 1865).
- 9 juin : Luis María Drago, juriste et homme politique argentin (° 6 mai 1859).
- 12 juin : Ernesto Pastor, matador portoricain (° 4 avril 1892).
- 13 juin : José Miguel Gómez, militaire et homme politique cubain (° 8 juin 1858).
- 15 juin : Claude Bourgonnier, peintre et illustrateur français (° 1858).
- 19 juin : Ernest Jean Delahaye, peintre français (° 22 avril 1855).

### Juillet
- 3 juillet : Philippe de Saxe-Cobourg-Kohary, prince de la maison de Saxe-Cobourg, membre de la Chambre des Seigneurs de Hongrie, écrivain et numismate (° 28 mars 1844).
- 4 juillet : Gabrielle Ferrari, pianiste et compositrice franco-italienne (° 14 septembre 1851).
- 15 juillet : August Lehr, coureur cycliste allemand (° 26 février 1871).
- 17 juillet : Camillo Corsi, homme politique italien (° 13 mai 1860).
- 31 juillet : Alice Jacob, illustratrice botanique, dessinatrice de dentelles et enseignante de design irlandaise (° 26 janvier 1862).

### Août
- 2 août : Enrico Caruso, chanteur italien (° 25 février 1873).
- 7 août : Alexandre Blok, poète russe puis soviétique (° 16 novembre 1880).
- 11 août : Alberto Acquacalda, homme politique et militaire italien (° 1er août 1898).
- 14 août : Georg Ritter von Schönerer, homme politique autrichien (° 17 juillet 1842).
- 17 août : Achille Granchi-Taylor, peintre et illustrateur français (° 1857).
- 21 août : Édouard Darviot, peintre français (° 19 avril 1859).
- 28 août : Thomas William Paterson, homme politique canadien (° 6 décembre 1851).

### Septembre
- 2 septembre : Napoleone Colajanni, homme politique et intellectuel italien (° 28 avril 1847).
- 4 septembre : Wilhelm Kotarbiński, peintre polonais (° 30 novembre 1848).
- 5 septembre : Albert Dardy, écrivain, peintre paysagiste, architecte et soldat français (° 11 octobre 1874).
- 6 septembre : Henry Woodward, géologue et paléontologue britannique (° 24 novembre 1832).
- 15 septembre : Roman von Ungern-Sternberg, militaire russe (° 10 janvier 1886).
- 19 septembre : Van Dyke Brooke, réalisateur, acteur et scénariste américain (° 22 juin 1859).
- 20 septembre : Eugène Quignolot, peintre, dessinateur, graveur, illustrateur et professeur français (° 17 janvier 1847).
- 22 septembre :
  - Auguste-René-Marie Dubourg, cardinal français, archevêque de Rennes (° 1er octobre 1842).
  - Ivan Vazov, écrivain, poète et homme politique bulgare  (° 27 juin 1850 ou 9 juillet 1850).
- 27 septembre : Engelbert Humperdinck, compositeur allemand (° 1er septembre 1854).

### Octobre
- 2 octobre : August Willem van Voorden, peintre néerlandais (° 25 novembre 1881).
- 10 octobre : Louis Mesnier, footballeur français (° 1884).
- 15 octobre : Charles Carrington, éditeur anglais d'ouvrages à caractère érotique (° 11 novembre 1867).
- 19 octobre : George Kendall, propriétaire des Canadiens de Montréal (° 19 décembre 1881).
- 20 octobre : Louis Benedictus, pianiste et compositeur français (° 13 décembre 1850).
- 23 octobre : Natalie Curtis, ethnomusicologue américaine, et une des premières analyste du jazz (° 26 avril 1875).
- 29 octobre : Charles-Louis Kratké, peintre, graveur et sculpteur français (° 23 mars 1848).
- 31 octobre : 
  - Albert Adamkiewicz, médecin germano-polonais (° 11 août 1850).
  - Ferdinand Chalandon, historien français (° 10 février 1875).
  - Kyriak Kostandi, peintre réaliste russe (° 3 octobre 1852).

### Novembre
- 1er novembre :
  - Zoé Lafontaine, femme de Wilfrid Laurier (° 26 juin 1842).
  - Francisco Pradilla y Ortiz, peintre espagnol (° 24 juillet 1848).
- 5 novembre : Antoinette Brown Blackwell, première femme ordonnée pasteur aux États-Unis (° 20 mai 1825).
- 8 novembre : Paul Auguste Léon Méry, peintre français (° 24 mars 1858).
- 9 novembre : José Villegas Cordero, peintre espagnol et directeur du Musée du Prado (° 26 août 1844).
- 16 novembre : Isidor Kaufmann, peintre austro-hongrois (° 22 mars 1853).
- 19 novembre : Adrien Dollfus, zoologiste français (° 21 mars 1858).
- 21 novembre : Fernand Khnopff, peintre belge (° 12 septembre 1858).
- 22 novembre : August Weizenberg, sculpteur estonien (° 6 avril 1837).
- 25 novembre : Théodore Lack, pianiste et compositeur français (° 3 septembre 1846).
- 27 novembre : Douglas Colin Cameron, lieutenant-gouverneur du Manitoba (° 8 juin 1854).
- 28 novembre : Joseph Bail, peintre français (° 22 janvier 1862).
- 29 novembre : Ivan Caryll, compositeur belge (° 12 mai 1861).

### Décembre
- 2 décembre : Mirza Koutchak Khan, homme politique iranien (° 12 octobre 1880).
- 5 décembre : Eugénie Gruyer-Brielman, peintre et dessinatrice française (° 2 novembre 1837).
- 6 décembre :
  - Félix Arnaudin, poète et photographe français (° 30 mai 1844).
  - Flores (Isidoro Martí Fernando), matador espagnol (° 12 mai 1884).
- 11 décembre : Robert de Montesquiou, homme de lettres, poète, dandy et critique d'art et de littérature français (° 19 mars 1855).
- 12 décembre : Henrietta Swan Leavitt, astronome américaine (° 4 juillet 1868).
- 15 décembre : Eugen Bracht, peintre allemand (° 3 juin 1842).
- 16 décembre : Camille Saint-Saëns, compositeur français (° 9 octobre 1835).
- 18 décembre : Pierre-Gustave Paltz, peintre français (° 20 décembre 1885).
- 19 décembre : Auguste Delbeke, littérateur et homme politique belge (° 12 août 1853).
- 21 décembre : Anatole de Cabrières, cardinal français, évêque de Montpellier (° 30 août 1830).
- 24 décembre : Teresa Wilms Montt, écrivaine et poétesse chilienne (° 8 septembre 1893).
- 26 décembre : Miguel Faílde, compositeur et musicien cubain (° 23 décembre 1852).
- 28 décembre : John Hare, acteur anglais (° 16 mai 1844).
- 29 décembre : Harriet Osborne O'Hagan, peintre irlandaise (° 16 septembre 1830).